# Jag Mandir
Jag Mandir est un palais construit sur une île du lac Pichola au sud de la ville d'Udaipur dans l'État indien du Rajasthan. Il est aussi appelé le « Palais du jardin du lac ». Sa construction est attribuée à trois maharani de la dynastie rajput Sisodia du royaume du Mewar. La construction du palais a débuté en 1551 avec le Maharana Amar Singh, et s'est poursuivie avec le Maharana Karan Singh (1620-1628) et enfin le Maharana Jagat Singh I (1628-1652). Le palais a été dénommé « Jagat Mandir » en l'honneur de ce dernier. La famille royale a utilisé ce palais comme palais d'été et de loisirs 
,,

## Histoire

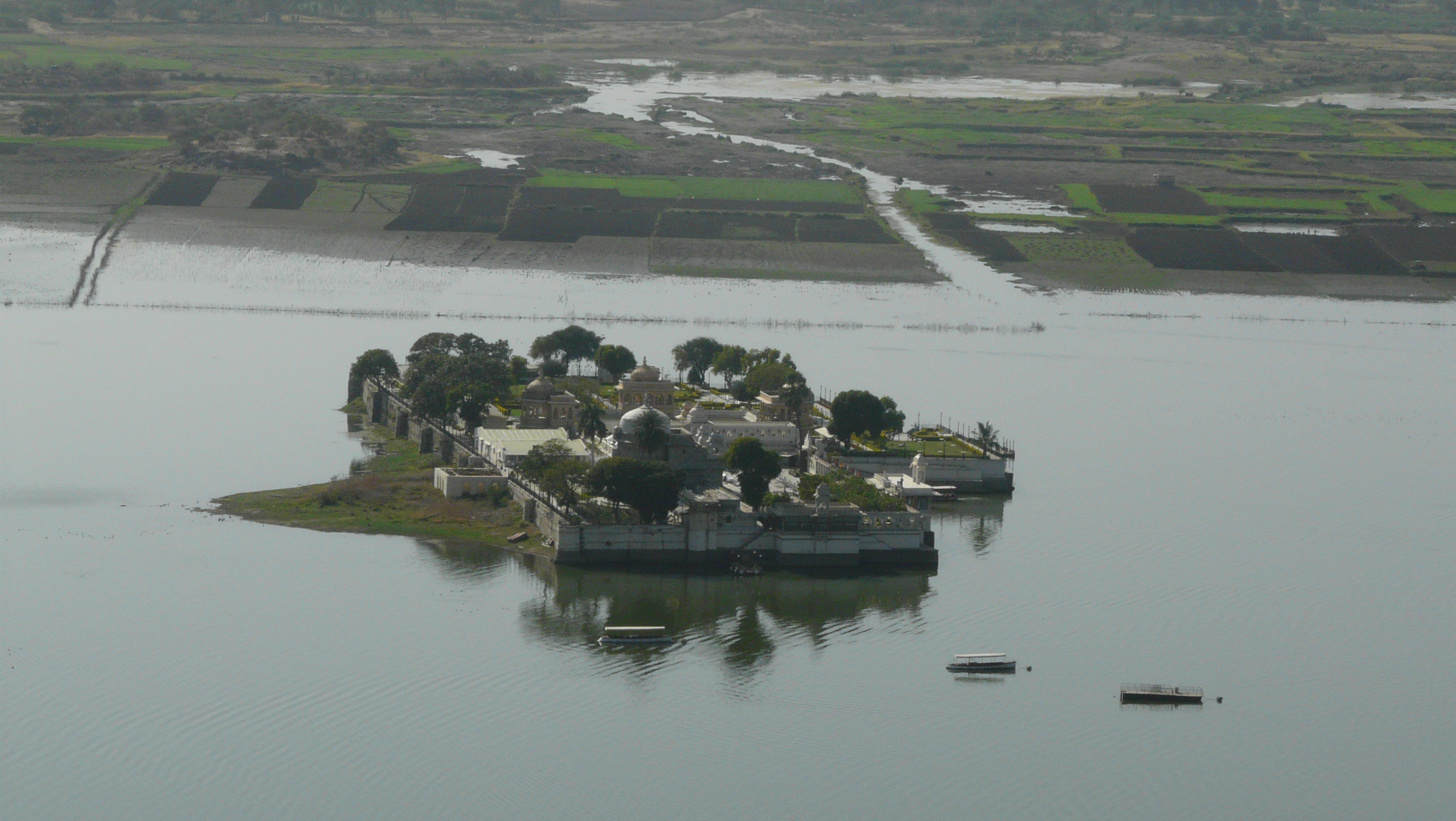
Jag Mandir Palace vu d'en haut

L'histoire du Jag Mandir commence avec le Maharana Karan Singh qui protégea le prince Khurram (le futur empereur Shah Jahan) quand il se rebella en 1623 contre son père, l'empereur moghol Jahângîr. Peut-être parce que la mère du prince Khurram était une princesse indienne d'origine rajput que l'empereur moghol avait épousée. Le prince Khurram fut hébergé au City Palace avec son épouse Mumtaz Mahal et leurs deux fils Dârâ Shikôh et Aurangzeb. Puis la famille fut transférée dans le palais de Gul Mahal situé sur une île au milieu du lac Pichola que le Maharana Karan Singh avait construit spécialement. Par la suite, ce palais fut de beaucoup agrandi par le nouveau Maharana Jagat Singh qui lui donna son nom. Le prince Khurram resta sous la protection du Mewar en 1623-1624 ,.
L'ironie de cet acte d'hospitalité de Karan Singh envers Khurram est que son père le Maharana Amar Singh avait été vaincu par Khurram lors d'une bataille en 1614. Plus tard, le prince Karan Singh devint un envoyé de la cour de l'empereur moghol et une amitié s'établit entre les royaumes rivaux de Mewar et des Moghols. À la mort de l'empereur Jahangir en 1627, Khurram monta sur le trône de l'Empire moghol. Il fut investi du nom de Shah Jahan au palais de Badal Mahal avant de quitter Udaipur pour son couronnement. En récompense, le nouvel empereur Shah Jahan restitua au royaume de Mewar six districts, qui avaient précédemment été annexés par les Moghols. Il offrit également un rubis unique à Jagat Singh, le fils de Karan Singh. À la mort de Karan Singh en 1628, Jagat Singh (1628-1652) devint Maharana et réalisa de nombreuses extensions au Gul Mahal. De ce fait, le Maharana Jagat Singh est l'un des meilleurs architectes de la dynastie de Mewar.
Avec cette amitié inhabituelle entre les Moghols et le royaume de Mewar, la paix s'établit, à l'exception de menaces occasionnelles d'Aurangzeb, le fils de Shah Jahan. Mais le royaume souffrit beaucoup des raids des Marathes. La paix revint en 1817 avec le "Treaty of Paramountcy" (=traité de prépondérance) imposé par les Britanniques, assurant la restauration de toutes les principautés héréditaires et leur protection en cas d'invasion.
Lors de la révolte des Cipayes en 1857, le Maharana Swroop Singh (1842-1861) sauva un certain nombre de familles européennes, principalement des femmes et des enfants venant de la ville de Neemuch. Elles trouvèrent refuge dans le palais de Jag Mandir.
Après l'indépendance de l'Inde, le 15 août 1947, et à l'initiative de Maharana Bhupal Singh (en), le royaume de Mewar fusionna avec l'Union indienne en 1949 en même temps que les autres États princiers du Rajasthan.

## Structure
Le palais à trois étages de Jag Mandir comprend les structures suivantes :
- Gul Mahal, construit d'abord comme le refuge pour le prince Khurram et sa famille;
- L'élégante façade flanquée de quatre statues d'éléphants de chaque côté de l'embarcadère;
- La cour-jardin et le Darikhana sur le côté nord;
- Bara Patharon ka Mahal (palais des 12 pierres) sur le côté est;
- Le Zenana Mahal - une extension au sud du Gul Mahal;
- Kunwar Pada ka Mahal;

Gul Mahal

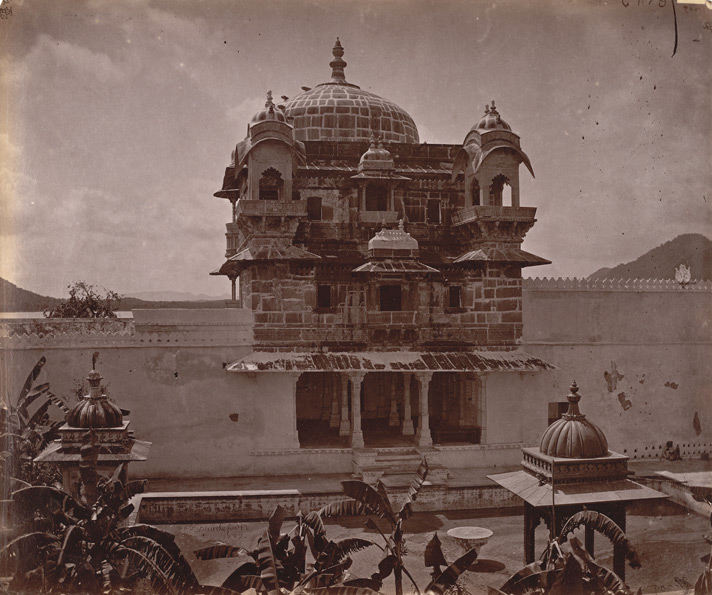
Gul Mahal, la structure la plus ancienne avant sa rénovation

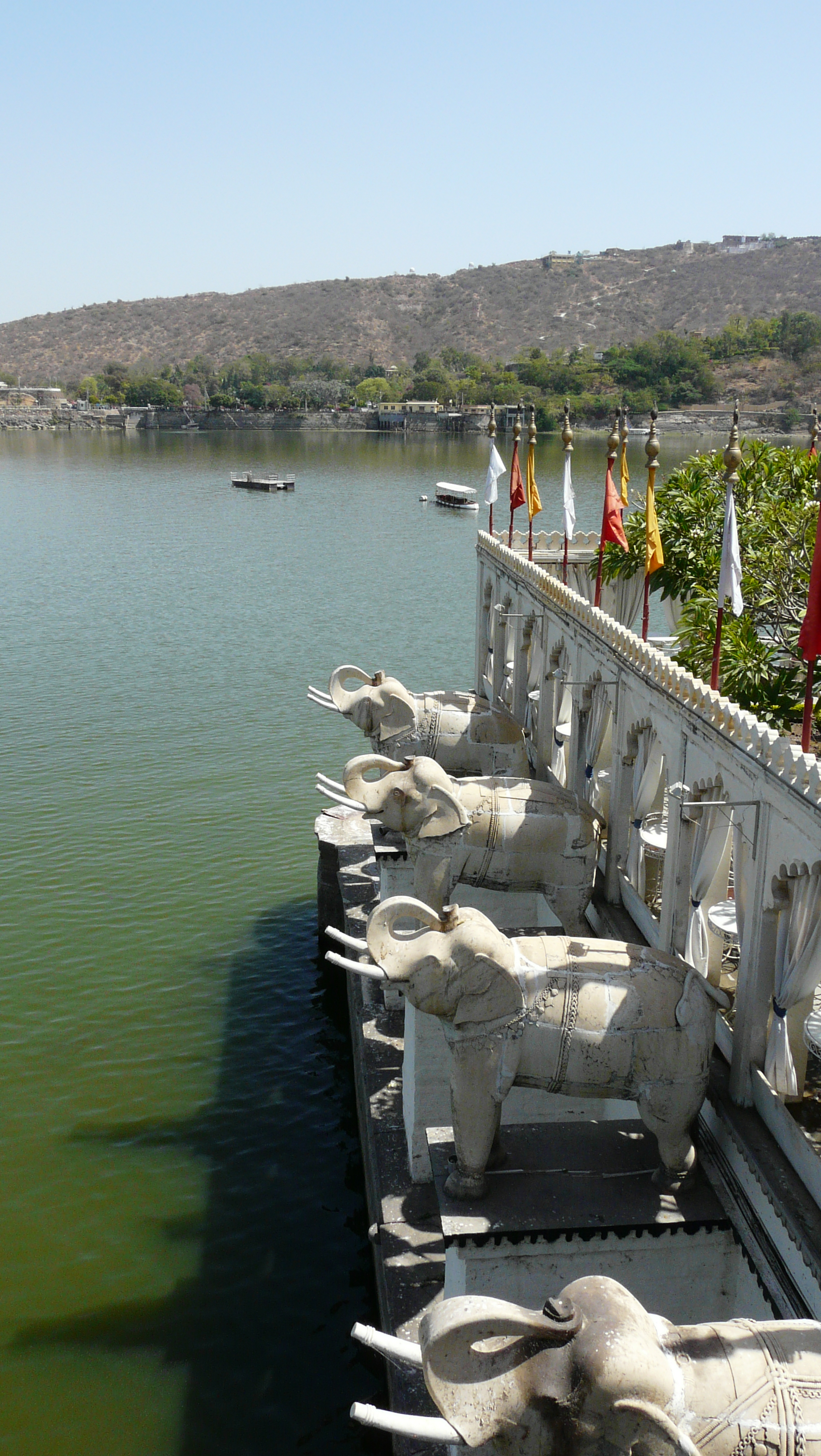
Les statues d'éléphants sur la jetée de l'entrée.

Gul Mahal est la première construction en date de 1551, sous le règne du Maharana Amar Singh, agrandie sous le règne du Maharana Jagat Singh pour héberger le prince Khurram et sa famille. C'était un petit palais en grès jaune avec une imposante coupole lui donnant l'apparence d'une couronne. Le croissant de l'islam est fixé au sommet du dôme. Le Gul  Mahala trois chambres circulaires sur des étages différents, l'une au-dessus de l'autre. L'accès à ces chambres se fait à partir d'une salle avec des colonnes. Deux chhatris en marbre avec une corniche mansardée se trouvent au-dessus de la façade principale. Le marbre des murs intérieurs est incrusté de pierres dures rubis, onyx, jaspe, cornaline et jade. Ce type de décoration aurait été reproduit par les Moghols sur le mausolée d'Itimâd-ud-Daulâ construit à Agra de 1622 à 1628. Le palais aurait aussi hébergé un trône sculpté dans un bloc unique de serpentine, mais ceci n'est pas avéré. Le Gul Mahal est entouré d'un appartement spacieux construit en marbre blanc et noir avec des peintures murales considérées comme inhabituelles dans l'architecture rajput. Dans l'aile ouest du palais, ce type de conception a été repris pour trois autres pavillons ,.
Jag Mandir
Jag Mandir est le palais principal, qui intègre le Gul Mahal. Les tours aux angles du palais sont de forme octogonale et surmontées de coupoles. Un labyrinthe de salles de réception, suites résidentielles et cours intérieures a été construit à l'intérieur du palais, dans un style qui est une fusion des styles rajput et moghol. Le Zenana (résidence des femmes) jouxte le palais. Le Kunwar Pada ka Mahal (palais du prince héritier) est situé à l'extrémité ouest
,.
Pavillon de l'entrée
C'est l'embarcadère pour l'accostage des bateaux en provenance de la jetée de Bansi Ghat sur la rive, à proximité du City Palace. Le pavillon est une imposante colonnade blanche à arcs polylobés. Il est orné de grands éléphants sculptés dans la pierre, quatre de chaque côté des marches d'entrée faisant face au lac. Les sculptures ont été endommagées et partiellement remplacées par des répliques
.
La cour-jardin
Le jardin floral est situé dans une grande cour. Il contient des buissons d'ifs, de jasmin, de frangipaniers, de bougainvilliers, de palmiers, de capucines, de verveines et de roses mousse. Les dalles de la cour sont noires et blanches. Fontaines et bassins d'eau, traversés par des passerelles avec des rampes basses en marbre, décorent les environs du jardin. Le Maharana actuel organise ici des fêtes somptueuses et loue également les lieux pour des soirées privées .
Darikhana
Darikhana, sur le côté nord du palais, est une terrasse ouverte avec des colonnes en marbre. C'est maintenant un restaurant géré par le Maharana actuel.
Bara Patharon ka Mahal
Bara Patharon ka Mahal (ou "Palais des douze pierres") est situé à l'aile est. Il doit son nom à douze solides dalles de marbre utilisées pour sa construction.

## Galerie

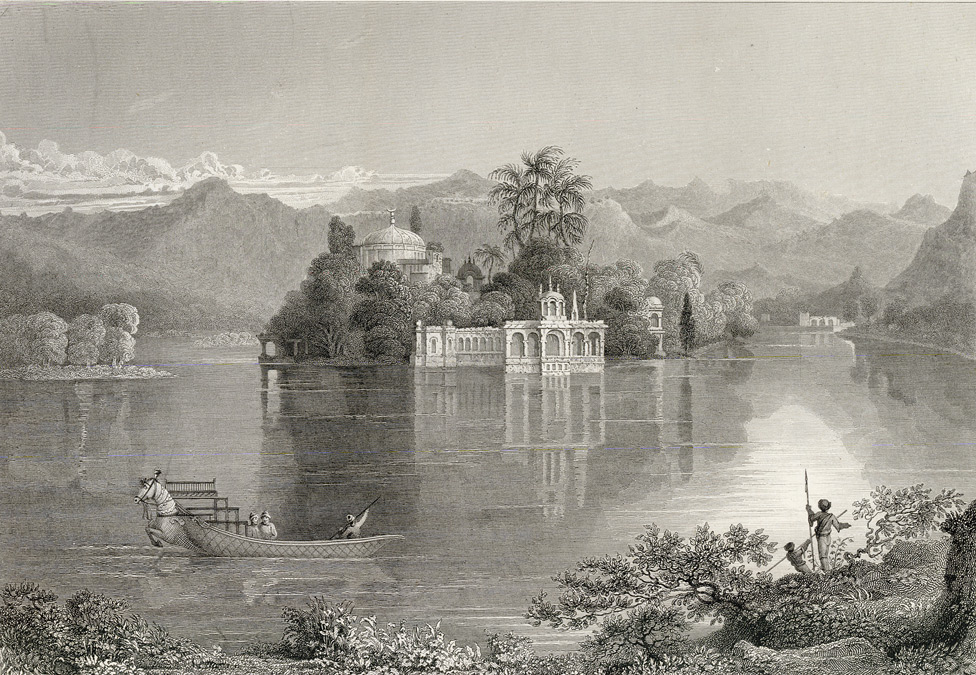
Gravure du palais Jag Mandir palace (1829)
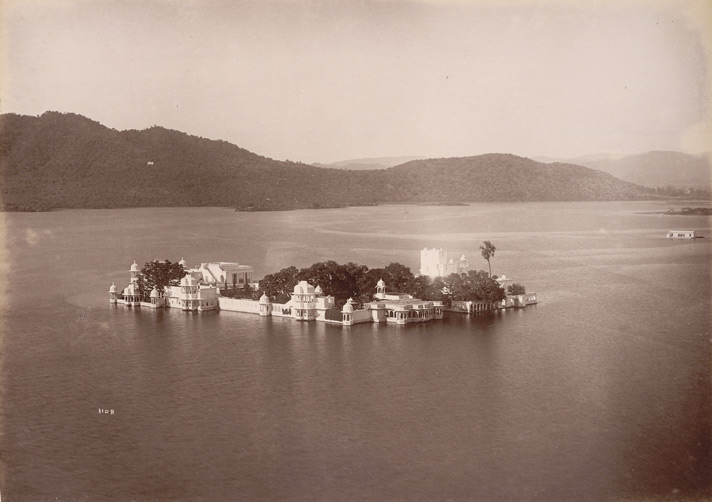
Vue aérienne de Jag Mandir (1895)
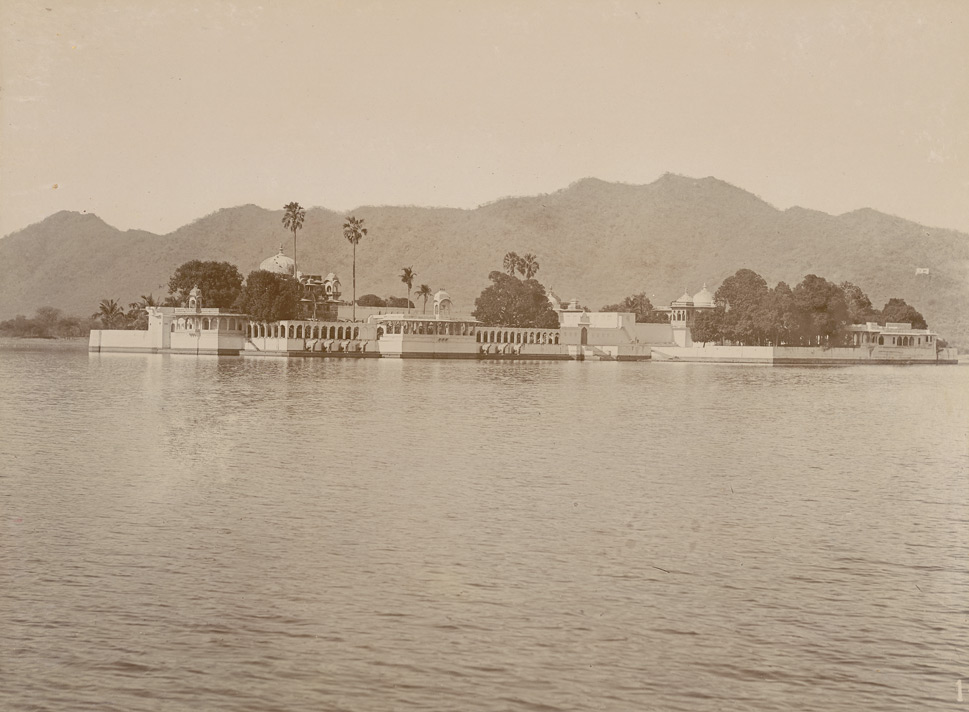
Vue d'ensemble de l'île de Jag Mandir (1910)
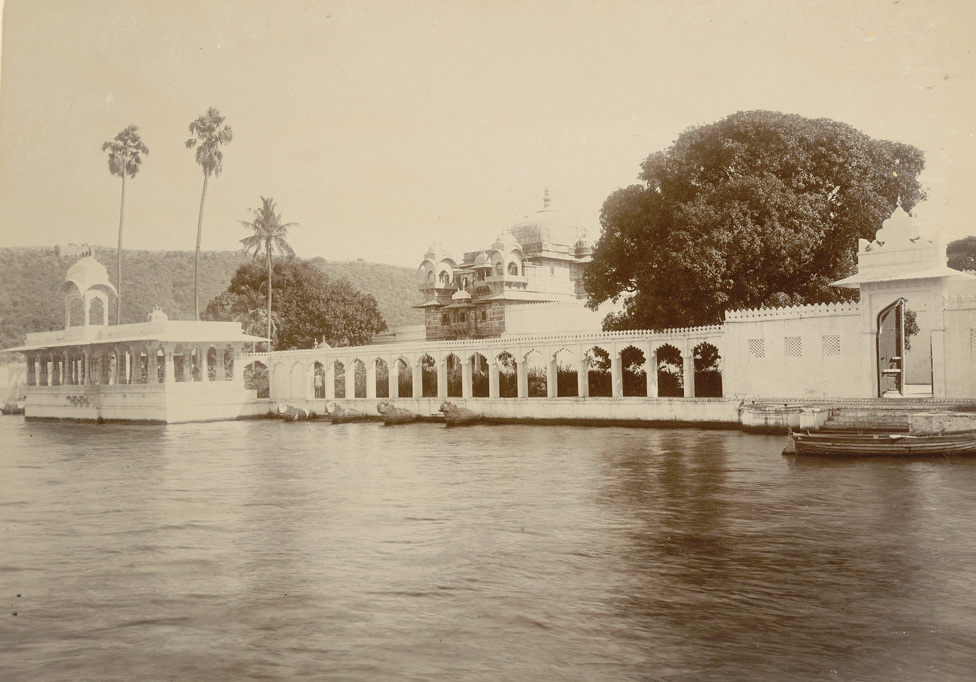
Vue rapprochée de Jag Mandir avec le Gul Mahal en arrière-plan (1910)